# Praise the Beast
Praise the Beast – czwarty album studyjny polskiej grupy muzycznej Azarath. Wydawnictwo ukazało się 25 maja 2009 roku nakładem Agonia Records. Wszystkie tekst na płytę napisał Adam "Baal Ravenlock" Muraszko znany m.in. z występów w grupach Hell-Born i Behemoth. Natomiast okładkę namalował basista i wokalista formacji Stillborn - Ataman Tolovy.
Partie perkusji zostały zarejestrowane we wrześniu 2008 roku w gdańskim RG Studio. W październiku w warszawskim Progresja Studio zarejestrowano partie gitar i gitary basowej. W styczniu 2009 roku w gdyńskim Sounds Great Promotion Studio zarejestrowano wokalizy oraz partie gitary prowadzącej. Mikoswanie i mastering nagrań odbył się również w Sounds Great Promotion Studio.

## Lista utworów
Opracowano na podstawie materiału źródłowego.
| Nr  | Tytuł utworu                   | Słowa                | Muzyka        | Długość |
| --- | ------------------------------ | -------------------- | ------------- | ------- |
| 1.  | „Summoning”                    | Baal Ravenlock       | Bart, Inferno | 00:54   |
| 2.  | „I Hate Your Kind”             | Baal Ravenlock       | Bart, Inferno | 04:24   |
| 3.  | „Sacrifice of Blood”           | Baal Ravenlock       | Bart, Inferno | 04:05   |
| 4.  | „Invocation”                   | Baal Ravenlock       | Bart, Inferno | 03:57   |
| 5.  | „Praise the Beast”             | Baal Ravenlock       | Bart, Inferno | 05:34   |
| 6.  | „Queen of the Sabbath”         | Baal Ravenlock       | Bart, Inferno | 05:20   |
| 7.  | „Azazel”                       | Baal Ravenlock       | Bart, Inferno | 02:54   |
| 8.  | „Unholy Trinity”               | Baal Ravenlock       | Bart, Inferno | 04:15   |
| 9.  | „Obey the Flesh”               | Baal Ravenlock       | Bart, Inferno | 04:03   |
| 10. | „Throne of Skulls”             | Baal Ravenlock       | Bart, Inferno | 03:29   |
| 11. | „From Beyond the Coldest Star” | utwór instrumentalny | Bart, Inferno | 02:36   |
|     |                                |                      |               | 41:31   |

| Utwór dodatkowy | Utwór dodatkowy               | Utwór dodatkowy | Utwór dodatkowy | Utwór dodatkowy |
| Nr              | Tytuł utworu                  | Słowa           | Muzyka          | Długość         |
| --------------- | ----------------------------- | --------------- | --------------- | --------------- |
| 1.              | „Ave Satanas (cover Acheron)” | Vincent Crowley | Vincent Crowley | 04:05           |

## Twórcy
Opracowano na podstawie materiału źródłowego.
| Zespół Azarath w składzie - Bartłomiej "Bruno" Waruszewski - wokal prowadzący, gitara basowa - Bartłomiej "Bart" Szudek - gitara rytmiczna, gitara prowadząca - Mariusz "Trufel" Domaradzki - gitara rytmiczna, gitara prowadząca - Zbigniew "Inferno" Promiński - perkusja Dodatkowi muzycy - Cezary Augustynowicz - gościnnie wokal (utwór "Ave Satanas") | Produkcja - Adam "Baal Ravenlock" Muraszko - słowa - Arkadiusz "Malta" Malczewski - inżynieria dźwięku, miksowanie - Kuba Mańkowski - mastering - Ataman Tolovy - okładka, oprawa graficzna - Monika Serafińska - zdjęcia |

## Wydania
| Rok  | Nr katalogowy | Format              | Wydawca           | Region            | Źródło |
| ---- | ------------- | ------------------- | ----------------- | ----------------- | ------ |
| 2009 | ARcd064       | CD, Album           | Agonia Records    | Polska/Europa     | [ 9 ]  |
| 2009 | ARcd064       | CD, Album, Ltd, Dig | Agonia Records    | Polska/Europa     | [ 9 ]  |
| 2009 | ARlp060       | LP, Album, Ltd      | Agonia Records    | Polska/Europa     | [ 9 ]  |
| 2009 | DG-053        | CD, Album           | Deathgasm Records | Stany Zjednoczone | [ 9 ]  |